# Bistrica (miasto Leskovac)
Bistrica (cyr. Бистрица) – wieś w Serbii, w okręgu jablanickim, w mieście Leskovac. W 2011 roku liczyła 50 mieszkańców.